# Казина
Казина (итал. Casina) је насеље у Италији у округу Ређо Емилија, региону Емилија-Ромања.
Према процени из 2011. у насељу је живело 1883 становника. Насеље се налази на надморској висини од 570 м.

## Становништво
| 1951. | 1961. | 1971. | 1981. | 1991. | 2001. | 2011. |
| ----- | ----- | ----- | ----- | ----- | ----- | ----- |
| 6.105 | 5.163 | 4.183 | 3.949 | 4.055 | 4.392 | 4.534 |

## Партнерски градови
- Фрицлар